# ピヤウェート病院
ピヤウェート病院（Piyavate Hospital）は、バンコクのフワイクワーン区にある私立病院である。ラーマ9世通り沿いに位置している。